# Joseph Busto
Joseph Busto est un footballeur français, né le 10 décembre 1916 à Bordeaux en France et mort le 4 août 1974 à Bazas, qui évolue au poste de milieu de terrain.

## Biographie
Lors de la saison 1948-1949, il se met en évidence en inscrivant onze buts en Division 2 avec le Nîmes Olympique. Le 2 janvier 1949, il s'illustre avec un triplé lors de la réception du Lyon olympique universitaire, permettant à son équipe de s'imposer sur le large score de 7-1.

## Palmarès
Nîmes Olympique
- Championnat de France D2 (1) :
  - Champion : 1949-50.